# 2021 au Maroc
Chronologie du Maroc
- 2017
- 2018
- 2019
- 2020
- 2021
- 2022
- 2023
- 2024
- 2025

Cet article présente les faits marquants de l'année 2021 au Maroc ou relatifs au Maroc.

## Événements
- La Crise migratoire à Ceuta en 2021 fait suite à la traversée illégale de la frontière par des milliers de migrants marocains et subsahariens dans la nuit du 16 au 17 mai 2021. L'ouverture temporaire de la frontière a été organisée délibérément par le Maroc pour faire pression sur l'Espagne[1].
- 23 janvier : le Polisario bombarde le poste-frontière sous contrôle marocain à Guerguerat avec quatre missiles[2],[3].
- 9 février : le Polisario revendique avoir causé la mort de trois soldats marocains dans une attaque dans l'Ouarkziz, au sud du Maroc, en dehors du territoire du Sahara occidental[2]. Contacté par Le Monde, le Maroc n’a ni confirmé ni démenti cette information[4],[5].
- 7 au 8 avril : dans la nuit du 7 au 8 avril 2021, le Polisario annonce que son chef de la gendarmerie a été tué par une frappe de drone marocaine[6]. Bien que reprise par la presse marocaine, aucune communication officielle marocaine n'a confirmé cette action[7].
- 6 mai : le royaume rappelle son ambassadeur à Berlin pour avoir « multiplié les actes hostiles et les actions attentatoires à l’égard des intérêts supérieurs du royaume du Maroc »[8].
- 18 juillet : l'Algérie rappelle son ambassadeur à Rabat « pour consultation », quelques jours après que Omar Hilale, ambassadeur du Maroc à l’ONU, ait défendu le « droit à l’autodétermination » du « vaillant peuple kabyle »[8].
- 24 août : Ramtane Lamamra, ministre algérien des Affaires étrangères, annonce la rupture des relations diplomatiques avec le Maroc[8].
- 8 septembre : 
  - élections législatives marocaines de 2021 afin de renouveler les 395 sièges de la Chambre des représentants du Maroc.
  - élections communales marocaines de 2021 afin de renouveler pour six ans les membres des conseils communaux du Maroc. Des élections législatives et régionales ont lieu simultanément[9].
  - élections régionales marocaines de 2021 afin de renouveler pour six ans les membres des conseils régionaux du Maroc[9].
- 28 septembre : la France réduit de 50% le nombre de visas accordés aux Algériens et aux Marocains, et de 30 % aux Tunisiens[8].
- 5 octobre : Élections à la chambre des conseillers marocaine de 2021 afin de renouveler au suffrage indirect les 120 sièges de la Chambre haute du Maroc.
- 1er novembre : l'Algérie accuse l'armée marocaine d'avoir lancé un raid et bombardé un convoi de civils algériens qui faisait la liaison entre Nouakchott (Mauritanie) et Ouargla (Algérie), au niveau de Bir Lahlou, une localité située dans le Sahara occidental[10]. Trois ressortissants algériens seront tués dans cette frappe[11].
- Le Maroc annonce, début novembre 2021, la mort de 6 soldats marocains au Sahara occidental dans un rapport remis au secrétaire général de l'ONU[12][source insuffisante]. D'après une « source informée marocaine » citée par l'Express, ces morts seraient dues à des harcèlements du Front Polisario[13].
- 24 novembre : signature à Rabat d'un accord sécuritaire entre  le Maroc et Israël représentés par leurs ministres de la Défense Abdellatif Loudiyi et Benny Gantz[8].

## Sports
- Le Maroc participe aux Jeux olympiques d'été de 2020 à Tokyo au Japon du 23 juillet au 8 août 2021. Il s'agit de sa 15e participation à des Jeux d'été.
- La saison 2021-2022 de la Division Excellence (ou DEX-H) est la 85e édition du championnat du Maroc de basket-ball, sous l'égide de la Fédération royale marocaine de basket-ball.

### Football
- La saison 2020-2021 de la Botola Pro1 Inwi est la 105e édition du Championnat du Maroc de football et la 1re sous l'appellation Botola Pro1 Inwi[14]. Il s'agit de la 10e édition du championnat sous l'ère professionnelle. La saison commencera le 4 décembre 2020 et se terminera le 18 août 2021[15]. Le Wydad AC remporte le 21ème titre de championnat de son histoire.
- La saison 2021-2022 de la Botola Pro1 Inwi est la 106e édition du Championnat du Maroc de football et la 2e sous l'appellation Botola Pro1 Inwi[14]. Il s'agit de la 11e édition du championnat sous l'ère professionnelle. La saison a commencé le 10 septembre 2021. Le Wydad AC remporte le 22ème titre de championnat de son histoire.
- Le Championnat du Maroc de football de deuxième division 2021-2022 est la 66e édition du championnat du Maroc de football D2. Elle oppose 16 clubs regroupées au sein d'une poule unique où les équipes se rencontrent deux fois, à domicile et à l'extérieur. En fin de saison, les deux derniers sont relégués et remplacés par les deux premiers clubs du National, l'équivalent de la D3 au Maroc. Les deux premières places sont qualificatives à la Botola Pro 2022-2023.
- Le Championnat National 2021-2022 oppose cette saison seize clubs du troisième niveau marocain en une série de trente rencontres.
- La Coupe du Trône 2020-2021 est la 65e édition de la Coupe du Trône de football.
- La Coupe du Trône 2021-2022 est la 66e édition de la Coupe du Trône de football.
- La saison 2020-2021 du Raja Club Athletic est la 72e de l'histoire du club depuis sa fondation le 20 mars 1949. Elle fait suite à la saison 2019-2020 qui a vu le Raja remporter le 12e championnat de son histoire.
- La Saison 2021-2022 du Raja Club Athletic est la 73e de l'histoire du club depuis sa fondation le 20 mars 1949. Elle fait suite à la saison 2020-2021 qui a vu le Raja remporter la Coupe de la confédération et le Championnat arabe des clubs.

## Culture
- Abdelinho est une comédie dramatique marocaine réalisée par Hicham Ayouch et sortie en 2021.
- Bye Bye la France est un film dramatique marocain réalisé par Doha Moustaquim et sorti en 2021[16].
- Dernier Round est un film dramatique marocain, réalisé par Mohamed Fekrane et écrit par Gustavo Cortés Bueno, sorti en salle en 2022. Le film est nommé en 2021 au Festival international du film de Jeonju en Corée du Sud [17]. La même année, il remporte le prix de la meilleure photographie au Retro Avant Garde Film Festival (RAGFF) au Caire en Égypte[18].
- Haut et Fort est un film marocain réalisé par Nabil Ayouch, sorti en 2021[19].